# Cyklohexan
Cyklohexan är ett cykliskt (ringformat) kolväte med sex kolatomer i ringen som ingår i gruppen naftener.

## Egenskaper
Cyklohexan är en färglös och lättflyktig vätska med en svag lukt som liknar bensin.  Ämnet är brännbart och olösligt i vatten. Avsaknaden av polära grupper möjliggör användning som opolärt aprotiskt lösningsmedel.

## Konformation
Cyklohexans konformationer är speciellt intressanta, då ringen praktiskt taget saknar de ringspänningar som finns i både kortare och längre cykloalkaner. Bindningsvinklarna anpassar sig efter kolens orbitaler, som är sp³-hybridiserade, och blir 109,5°. Det finns fler än ett sätt att bilda en ring med enbart vinklar i 109,5°, vilket ger fler än en konformation. Den absolut vanligaste formen kallas stolkonformation, eftersom molekylen då, med lite god vilja, ser ut som en solstol. En ovanligare form, som har högre energi på grund av interaktioner mellan sidogrupper, är båtkonformationen.
| Cyklohexan i stolkonformation. |  | Cyklohexan i båtkonformation. |
| Cyklohexan i stolkonformation. |  | Cyklohexan i båtkonformation. |

Konformationerna kan ändras fritt mellan varandra, men håller sig till de former där minst energi går åt att hålla dem stabila. Cyklohexan har två former av stolkonformationen som den kan inta, emellertid är dessa konformationer identiska då sidogrupper saknas. Att byta konformation från den ena stolformen till den andra kallas ringinversion.
Det finns även fler konformationer, såsom halvstol, men dessa kan snarast ses som övergångstillstånd mellan de vanligare konformationerna.

## Bindningar
Det finns två fria bindningar på varje kolatom som inte ingår i själva ringstrukturen. I vanligt cyklohexan utan sidogrupper upptas samtliga av väte. De följer dock ett visst mönster: I stolkonformation ligger den ena av dem alltid i samma plan som ringstrukturen (ekvatoriell bindning), medan den andra pekar antingen rakt uppåt eller rakt nedåt (axiell bindning). När molekylen genomgår en ringinversion byter bindningarna uppgift; de som tidigare var ekvatoriella har nu blivit axiella och vice versa.
Placerar man en substituent på en väteatoms plats kommer den vilja lägga sig ekvatoriellt. I axiell position bildas energimässigt ofördelaktiga steriska interaktioner mellan substituenten och andra axiella grupper. Konformationen med substituenten i ekvatoriell riktning har alltså lägst energinivå och kommer att dominera. Dock finns hela tiden en jämviktsreaktion till den andra konformationen, så reaktioner som kräver substituenten i axiell riktning (exempelvis elimination) kan fortfarande ske, men långsamt.

## Produktion
Under 1990-talet producerades i Europa ca 900 000 ton cyklohexan per år. Världsproduktionen uppskattades 1997 till mer än 4 400 000 ton per år.
Användningsområdet är nästan enbart som råmaterial vid produktion av nylon. En mindre del används som lösningsmedel, bl a för lim. 